# Biconisoma
Biconisoma is een geslacht van hooiwagens uit de familie Gonyleptidae.
De wetenschappelijke naam Biconisoma is voor het eerst geldig gepubliceerd door Roewer in 1936. 

## Soorten
Biconisoma is monotypisch en omvat slechts de volgende soort:
- Biconisoma mirabilis